# ジョン・ニール

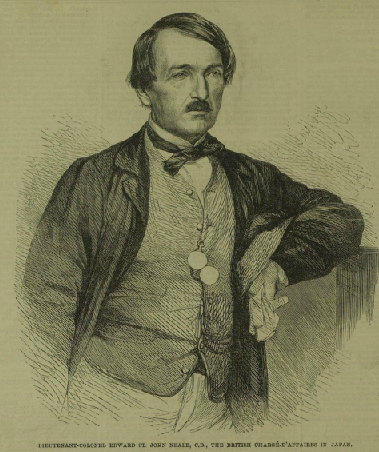
エドワード・セント・ジョン・ニール（1864年）

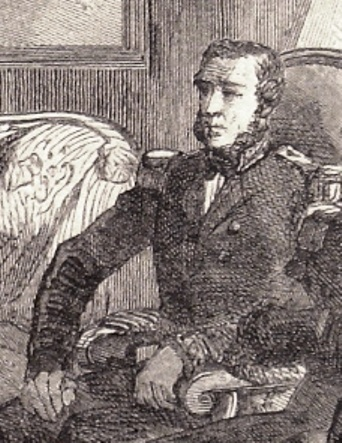
エドワード・セント・ジョン・ニール（1863年）

エドワード・セント・ジョン・ニール（Edward St. John Neale、1812年 - 1866年12月11日）は、イギリスの軍人、外交官。生麦事件、薩英戦争の際に駐日英国代理公使を務めた。

## 経歴

### 陸軍
1832年、イギリス陸軍の軍人としてポルトガル内戦で自由主義派軍に参加、スコットランド歩兵連隊に所属した。1835年、スペインに転戦。1837年には中佐（Lieutenant-Colone）にまで昇進し、同年に退役して外交官となった。後に階級を大佐（Colonel）と表記。

### 日本着任まで
1841年、トルコのアレクサンドレッタの副領事、1847年にはブルガリアのヴァルナ領事、その後ギリシア、ボスニアに転勤し、1861年、清のイギリス公使館書記官となって北京に赴任した。

### 駐日英国代理公使
初代の駐日英国公使であるラザフォード・オールコックが、賜暇で帰国したため、1862年5月27日に代理公使として日本に着任した。当時、英国公使館は第一次東禅寺事件の影響で横浜に移っていたが、着任後直ちに公使館を江戸に戻した。しかし、6月26日（文久2年5月29日）公使館警備の松本藩士伊藤軍兵衛による襲撃事件（第二次東禅寺事件）が発生し、結局は公使館を横浜に移した。
1862年9月14日（文久2年8月21日）、薩摩藩士によるイギリス人殺傷事件（生麦事件）が発生した。横浜領事フランシス・ハワード・ヴァイス（Richard Howard Vyseの息子）や横浜居留のイギリス民間人らは報復行動を訴えたが、ニールはこれを抑えた。その後本国との連携を保ちながら冷静に対処し、翌1863年6月24日（文久3年5月9日）江戸幕府に11万ポンド（生麦事件に対して10万ポンド、第二次東禅寺事件に対して1万ポンド）の償金を支払わせることに成功した。幕府賠償金受け取り後、薩摩藩との交渉のため軍艦に乗船して鹿児島に赴いたが交渉は決裂、薩英戦争が勃発した。
1864年にオールコックが公使に帰任すると、イギリスへ帰国した。

### その後
1864年に発生した下関戦争に関して、半ば解任される形でオールコックは本国に召喚された。ニールは再び代理公使の候補となったが、健康が優れず実現しなかった。その後、アテネ公使館書記官、エクアドルのグアヤキルの領事を務めたが、在任中の1866年12月11日に同国の首都であるキトで病気により没したが、日本駐在時より病気の初期症状が現れていた。

## 生麦事件の解決交渉
9月14日（文久2年8月21日）の生麦事件発生直後、横浜居留の外国人たちは、横浜に停泊中の英・仏・蘭の軍艦から陸戦隊を出し、保土ヶ谷に宿泊している島津久光一行を襲撃する計画を立てたが、ニールはこれを認めなかった。フランス公使ギュスターヴ・デュシェーヌ・ド・ベルクールも、事件当日横浜に到着したばかりのオーガスタス・レオポルド・キューパー提督もニールに同意したため、襲撃計画は中止された。
12月4日（文久2年10月13日）、ニールは江戸城に登城し、第二次東禅寺事件の賠償交渉を開始した（生麦事件に関する本国からの訓令はまだ届いていなかった）。第二次東禅寺事件に関しては、本国の外相ラッセルからの支持に基づき、1万ポンド（4万メキシコドル、3万1100両）の賠償金を要求した。幕府はこれに対する即答は避けた。ニールはその後10日間江戸に滞在したが、幕府からの返答を得られなかったため、横浜に戻った。その1週間後に、幕府は3000ドルなら支払うと回答したが、両者の差は大きく合意にはいたらなかった。
1863年1月28日（文久2年12月9日）、外国奉行竹本正雅がニールを訪れ、御殿山に建設中の新公使館の使用中止（この3日後に高杉晋作等による焼き討ちにあった）を依頼するとともに、将軍が天皇の説得に失敗した場合には内乱となる可能性があること、その場合には英国は幕府を援助してくれるかを尋ねた。ニールは幕府への精神的支援として可能な限りの艦隊を横浜に集結させると回答し、実際にキューパーにこれを依頼した。
3月4日（文久3年1月15日）、生麦事件に対する12月24日付けの本国からの要求が届いた。内容は幕府に対しては公式な謝罪と賠償金10万ポンドの支払い、薩摩に対しては犯人の処刑と妻子養育料として2万5千ポンドの支払いを要求するものであった。訓令はまた、もし幕府がこれを拒否した場合は「船舶の捕獲または海上封鎖、あるいはその両者」を含む適切と思われる手段の実施を求め、薩摩が拒否した場合には艦隊を率いて鹿児島へ向かい、「港の封鎖、砲撃、蒸気船の拿捕」など最適な手段を取ることを求めていた。
3月22日（2月4日）、一旦香港に戻っていたキューパーが3隻の軍艦を率いて横浜に到着した。さらに後続の艦が到着し、以前から横浜に停泊してた艦と合わせると12隻の大艦隊が横浜に集結した。この艦隊はもともとは「幕府への精神的支持」のためのものであったが、生麦事件交渉にあたり幕府への大きな圧力となった。4月6日（2月19日）、ニールは日本語通訳官のユースデンを江戸に送り、東禅寺事件の賠償を再度要求するとともに、生麦事件に関する要求を幕府に伝え、20日間の猶予期間を与えた。この間に、幕府と英国の間に戦闘が開始されるのではないかとの噂が流れ、横浜の日本人は恐慌状態となり、多くが横浜を脱出した。
ところが、将軍徳川家茂以下主要な幕閣は京都に出向いており、江戸の留守政府はこのような重大な決定を下せず、4月24日（3月7日）さらに30日の猶予を求めてきた。ニールは15日の猶予を認めたが、5月2日（3月15日）、幕府がさらに15日間の猶予を求めてきたため、ニールは信頼できる高官の派遣を要請した。早速外国奉行竹本正雅と竹本正明が横浜に派遣され5月4日・5日の両日、ニール、デュシェーヌ・ド・ベルクール、キューパー、フランスのバンジャマン・ジョレス提督が加わった会議が開かれた。フランスが加わったのは、これが幕府と英国の関係にとどまらず、条約締結国との問題であるとの理屈であった。ニールとデュシェーヌ・ド・ベルクールはここで、幕府が賠償金を支払い、かつ条約順守の姿勢を見せた場合、英仏両国は幕府を軍事的に援助すると申し出た。これに対し竹本正雅は、幕府は賠償金の金額には合意するが、その支払い方法に関して意見があると述べた。結局、京都の将軍の合意を取り付けるためとの理由で、5月23日（4月6日）が最終期限とされた。
期限から2日遅れた5月25日（4月8日）、竹本は横浜に戻り、軍事援助の申し出を断ると同時に、一両日中に賠償金の支払い方法を決定することに合意した。ところが竹本は「病気」になってしまい、代わりに6月7日（4月21日）になって外国奉行菊池隆吉がニールを訪れ、支払い方法の交渉に入った。翌日、賠償金総額44万ドル（11万ポンド）のうち、14万ドルを10日以内に支払い、残り30万ドルは5万ドルずつ毎週支払うことで合意した。しかし、ニールはこの時点でも実際に賠償金が支払われるか、軍事行動を取る必要があるかは五分五分と見ていた。
その後6月14日（4月28日）に、6月18日（5月3日）を第一回目の支払日とすることが文書で確認された。ところが少し遡る6月6日（4月20日）、京都の徳川家茂は6月25日（5月10日）をもって攘夷を実行すると孝明天皇に約束させられていたのである。このため、支払い当日の朝になって、幕府は賠償金支払い中止し、老中小笠原長行が6月20日（5月5日）に出向く旨を伝えてきた。当然のことながら、ニールは激怒し、12時間の猶予は与えたものの、全額一括払いを条件として付け加えた。解決を目前にして事態は急展開し、結局6月20日、ニールは幕府に対する軍事行動をキューパー提督に委ねた。
まさに戦争直前の状態となったが、幕府はフランス公使デュシェーヌ・ド・ベルクールとアメリカ公使ロバート・プルインと相談し、小笠原の独断によって、6月24日（5月9日）に賠償金44万ドルが一括して支払われた。こうして、幕府に対する賠償要求から80日、ニールは危機的状況に陥りながらも、問題の解決に成功した。